# Monte Kristo
Monte Kristo war eine französische Italo-Disco-Band der 1980er Jahre.
Sie sind vor allem für ihre Debütsingle Girl of Lucifer bekannt. Diese war ein großer Erfolg in Frankreich und erreichte Platz 8 in den Charts.

## Diskografie

### Alben
- 1989: Lady Valentine[2]

### Singles
- 1985: The Girl of Lucifer
- 1986: Lady Valentine
- 1986: Into a Secret Land
- 1986: Give Me Your Night (A Touch of Love)
- 1986: Sherry mi-saï